# Rezerwat przyrody Sołtysek
Rezerwat przyrody Sołtysek – rezerwat florystyczny położony w województwie warmińsko-mazurskim, w gminie Pasym, nadleśnictwie Korpele.
Rezerwat został powołany zarządzeniem Ministra Leśnictwa i Przemysłu Drzewnego z 20 czerwca 1969 r. (M.P. z 1969 r. nr 36, poz. 293). Początkowo zajmował 10,47 ha, w 2016 roku został powiększony do 38,60 ha. Powołany dla ochrony chamedafne północnej – rzadkiego reliktu glacjalnego. Od 2016 roku za cel ochrony podaje się zachowanie torfowiska wysokiego wraz z przyległymi borami i lasami bagiennymi oraz stanowisk chamedafne północnej, brzozy niskiej, haczykowca błyszczącego i innych zagrożonych gatunków roślin torfowiskowych.